# Округ Браун (Тексас)
Округ Браун (енгл. Brown County) је округ у америчкој савезној држави Тексас. По попису из 2010. године број становника је 38.106.

## Демографија
Према попису становништва из 2010. у округу је живело 38.106 становника, што је 432 (1,1%) становника више него 2000. године.
| Група             | 2000.          | 2010.          |
| Белци             | 29.772 (79,0%) | 28.478 (74,7%) |
| Афроамериканци    | 1.509 (4,0%)   | 1.382 (3,6%)   |
| Азијати           | 140 (0,4%)     | 163 (0,4%)     |
| Хиспаноамериканци | 5.793 (15,4%)  | 7.453 (19,6%)  |
| Укупно            | 37.674         | 38.106         |